# Såpmusseron
Såpmusseron (Tricholoma saponaceum) är en svampart. Såpmusseron ingår i släktet musseroner och familjen Tricholomataceae.  Arten är reproducerande i Sverige.

## Underarter
Arten delas in i följande underarter:
- lavedanum
- squamosum
- saponaceum
- sulphurinum

## Källor

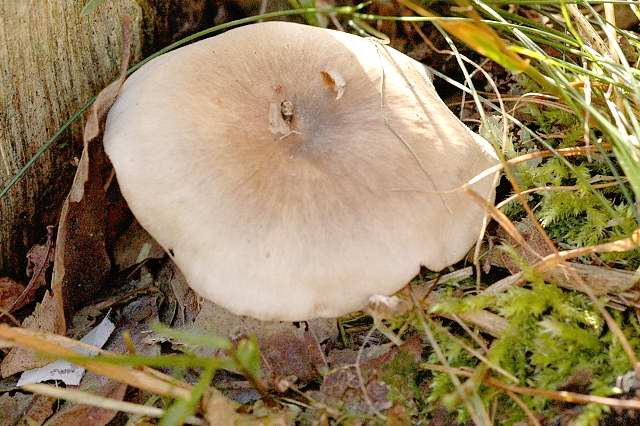
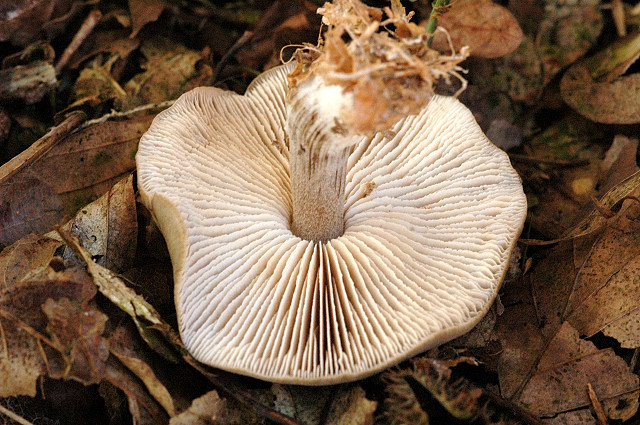